# 小须蚶
小须蚶（学名：Barbatia parva），是魁蛤目魁蛤科胡魁蛤属的一种。主要分布于中国大陆，常栖息在潮间带至潮下带。